# Устава на волоки
Уста́ва на воло́ки 1557 року, також Волочний перемір  — правовий документ, затверджений 1 квітня 1557 королем польським й великим князем литовським Сигізмундом II Августом про проведення аграрної та фінансово-податкової реформи на території Великого князівства Литовського. Провідним автором був Пйотр Хвальчевський.
Містив 49 артикулів. 20.10.1557 за розпорядженням короля до деяких артикулів були внесені зміни, доповнення і поправки. Реформу провели у великокнязівських володіннях у Литві, Білорусі та частково в Україні — у Кременецькому повіті, Ратненському і Ковельському староствах на Волині.
За «Уставою на волоки» всі земельні володіння великого князя вимірювалися і ділилися на однакові ділянки — волоки (дорівнювали прибл. від 16,8 до 21,8 га в залежності від місцевості), що стали єдиною одиницею оподаткування. Найкращі орні землі відводилися під великокнязівські фільварки, решта розподілялася між селянами. «Волочна поміра» проводилася з розрахунку, щоб одній волоці фільваркової землі відповідало сім селянських волок. Кожне тяглове селянське господарство (окремий двір — дим, який відбував панщину) отримувало у користування одну волоку, яка розмежовувалася на три смуги (трипільна система) кожна по 11 морґів (7,12 га). Деякі селяни орендували землю у сусідніх селах, бідніші родини брали волоку на 2 або 3 дворища. Крім цього, селяни отримували по одному морґу землі під городи, які не обкладалися податком.
«Устава на волоки» збільшувала податки та повинності селян. Розмір податку (натурою та грошима) встановлювався у залежності від родючості ґрунту. Всі землі поділялись на добрий ґрунт, середній ґрунт, поганий ґрунт і дуже поганий — пісковий, болотистий тощо. Селяни, які отримували наділи в лісовій зоні, звільнялися від сплати податків терміном до 10 років. Розмір земельної ділянки, сума податків і повинності залежали від станової приналежності особи. Путні бояри і особи, які перебували на службі у великого князя (конюхи, стрільці, осочники), отримували по дві волоки. Путні бояри платили земельний податок і звільнялися від виконання військової та ін. повинностей. Служилі люди не платили податку за волоки, надані великим князем. Крім сплати податків за отримані земельні наділи, всі дорослі члени селянського господарства повинні були відпрацювати 2 дні на тиждень у фільварку.
За «Уставою на волоки» безпосереднє управління фільварком здійснював «двірник», котрий слідкував за дотриманням визначених для фільваркового господарства вимог щодо його розмірів та способу ведення. Вищою посадовою особою на селі визнавався війт, якого обирала громада села і затверджував великокнязівський ревізор. В обов'язки війта входило: здійснювати контроль за виконанням панщини, бути присутнім під час збору податків, супроводжувати вози з вівсом і сіном до місця головного збору чиншу, здійснювати контроль за користуванням землею, вирішувати господарські спори. Особи, обрані на війтівство, складали присягу. Місцями збору податків були визначені будинки у селах та двори великого князя. «У. на в.» визначала терміни сплати податків підданими — від 21.11. (св. Михайла)до 6.12. (св. Мартина). Від сплати податків звільнялися потерпілі від пожеж, неврожаю та ін. стихійних лих, або у випадку хвороби всіх членів сім'ї. Осіб, які ухилялися від податків, ув'язнювали до повної їх сплати.
Контроль за проведенням «волочної поміри» здійснювали ревізори, до компетенції яких належав нагляд за дотриманням норм «Устави на волоки». Ревізорами могли бути осілі, компетентні у веденні сільського господарства особи християнського віросповідання. Артикул 43 «Устави на волоки» забороняв застосовувати до осіб, які вчинили злочин, покарання у вигляді конфіскації майна і землі.
«Волочна поміра» зруйнувала, хоча і не повністю, сільську громаду і пов'язану з нею громадську форму селянського землекористування, замінивши його подвірним; збільшила селянські повинності й посилила закріпачення селян, значно обмеживши їхні права переходу; зменшила площу земель суспільного користування (пасовища, луки) і фактично позбавила селян права користуватися лісами. Одночасно запроваджувана трипільна система землеробства значно збільшувала продуктивність праці.
У 2-й пол. 16 ст. реформу провадили в магнатських, шляхетських і церковних володіннях з метою посилення кріпосницького гноблення і загарбання найкращих селянських земель під фільварки. За «У. на В.» було значно збільшено державні податки, надано широких прав землевласникам, старостам, війтам і лавникам щодо селян, зобов'язано селян 2-3 дні на тиждень працювати на землі феодалів. Спочатку реформу було проведено в Литві й Білорусі, частково на Русі-Україні: у великокнязівських володіннях Кременецького повіту на Волині. Згодом волочний спосіб господарства охопив усю Правобережну Україну і був однією з причин селянсько-козацьких повстань у кінці 16 — 1-й пол. 17 ст.